# Międzyrzec Podlaski
Międzyrzec Podlaski (o semplicemente Międzyrzec; in tedesco Meseritz; in yiddish מעזעריטש‎?, Mezeritch; in ucraino Мендзижець Підляський?, Mendzyžec' Pidljas'kyj) è una città polacca del distretto di Biała Podlaska nel voivodato di Lublino.
La città ha fatto parte, dal 1975 al 1998 del voivodato di Biała Podlaska.

## Storia
Il primo riconoscimento di Międzyrzec Podlaski come città avvenne nel 1477. Dal XVI secolo la città ha una grande popolazione ebraica. Nel 1795 la città fu occupata dall'Impero austro-ungarico, e fu posseduta dal Ducato di Varsavia dal 1809 al 1815, quando divenne membro del Regno del Congresso. Nel 1867 la città divenne una fermata delle ferrovie polacche.
Alla fine degli anni '30 del XX secolo circa 12.000 persone erano ebree. Nel settembre 1939, l'Armata Rossa occupò la città, ma all'inizio di ottobre l'Unione Sovietica cedette la città alla Germania, per effetto del Patto Molotov-Ribbentrop. Dopo la resa, circa 2.000 ebrei lasciarono la città per la zona di occupazione sovietica. I tedeschi costruirono un ghetto nella città, abitato da circa 20.000 prigionieri. Il 17 luglio 1943 il ghetto fu svuotato: gli ultimi 160-200 abitanti furono uccisi, e la città fu ufficialmente dichiarata libera dagli ebrei. Meno dell'1% della popolazione ebrea sopravvisse all'occupazione tedesca.

## Luoghi
Tra gli edifici più interessanti della città ci sono la piazza del mercato del XV secolo e la Chiesa di San Nicola, costruita nel 1477. L'ospedale locale fu costruito tra il 1846 e il 1950, e la stazione ferroviaria nel 1867.

## Economia
Su circa 4.900 cittadini che lavorano in città, il 36% lavora nel settore industriale, il 19% nel commercio e l'11% nell'istruzione. Il tasso di disoccupazione cittadino era del 22% nell'ottobre 2005.

## Galleria d'immagini

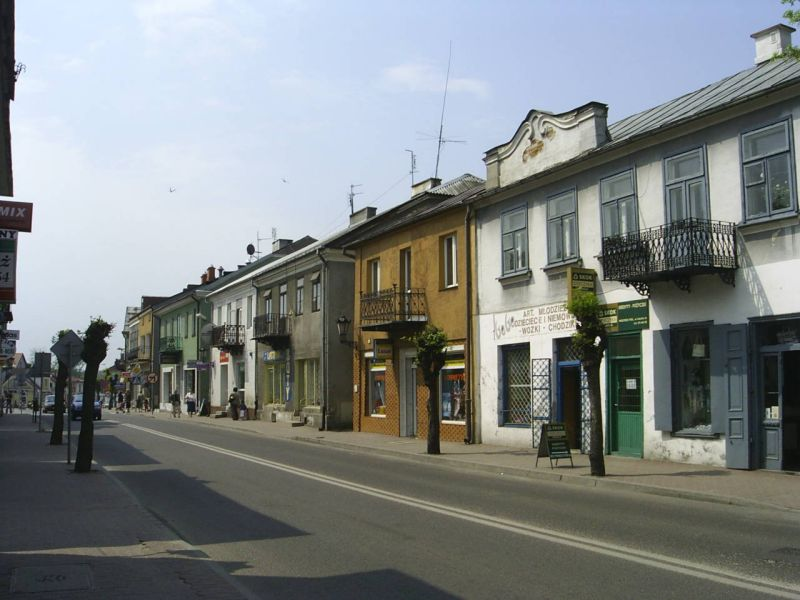
Via Lubelska
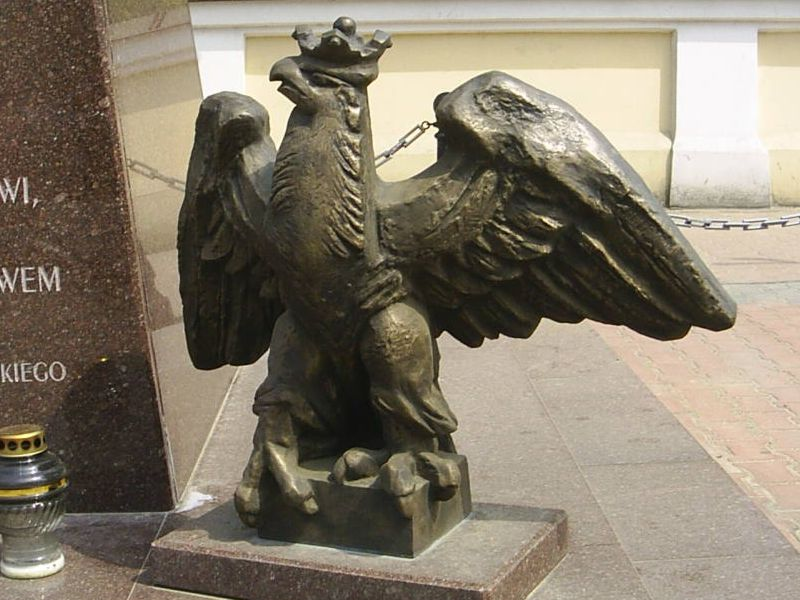
Aquila bianca del monumento di Stefan Wyszyński
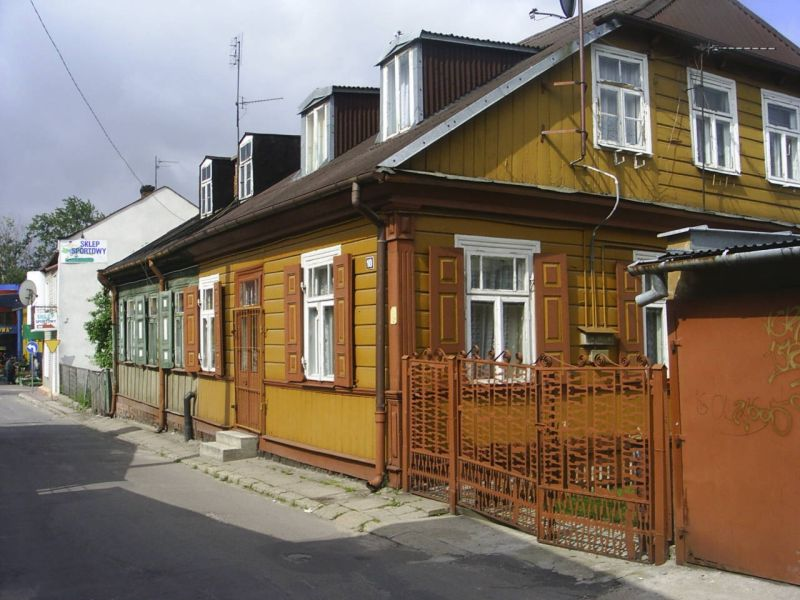
Vecchie case di legno
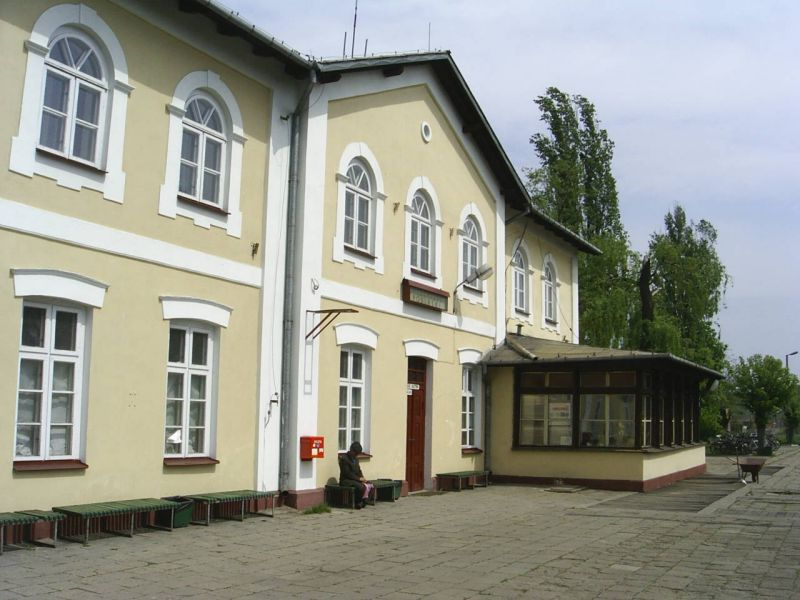
Stazione ferroviaria
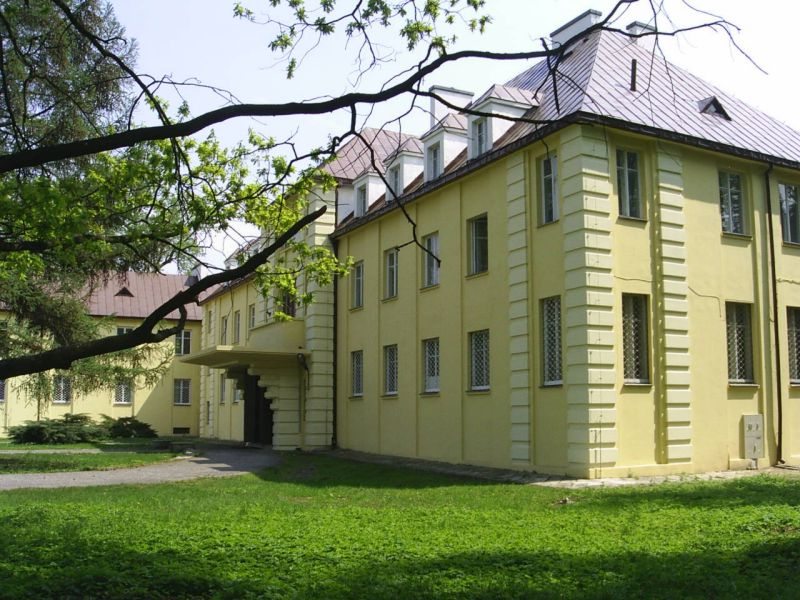
Palazzo di Potocki
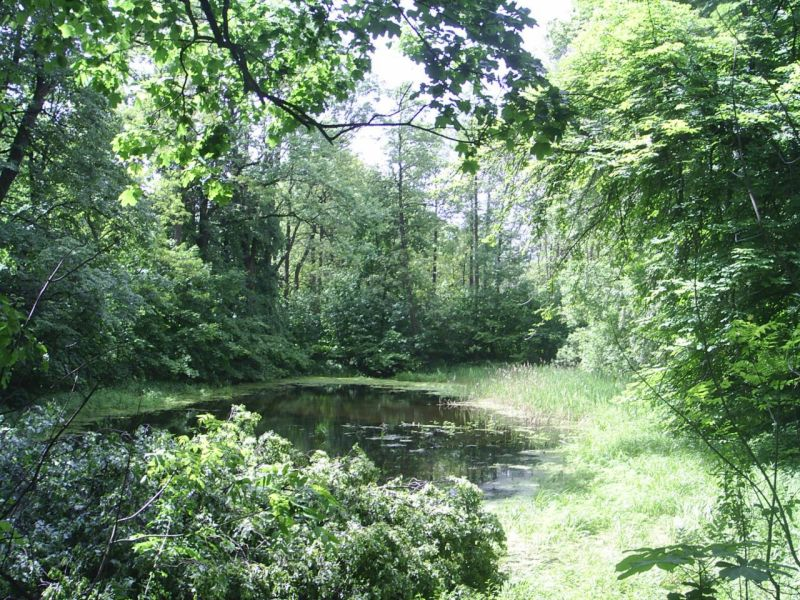
Parco inglese
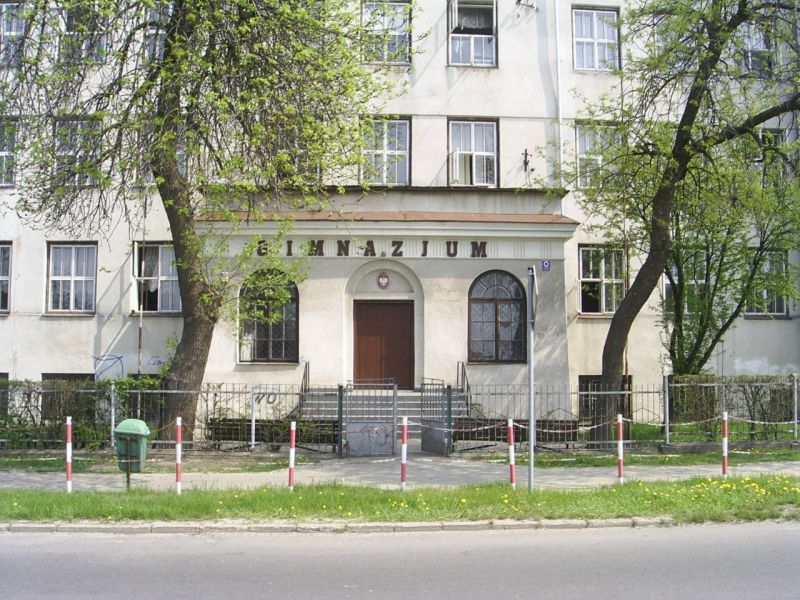
Scuola
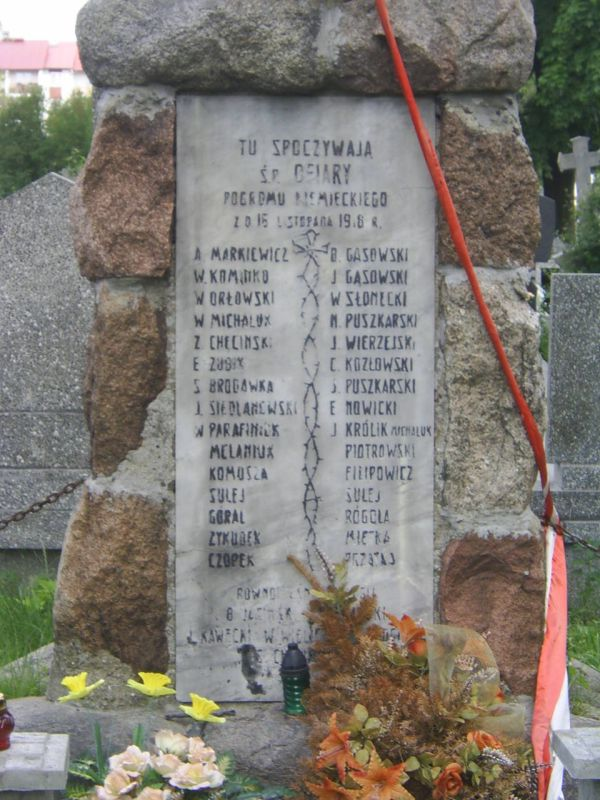
Monumento
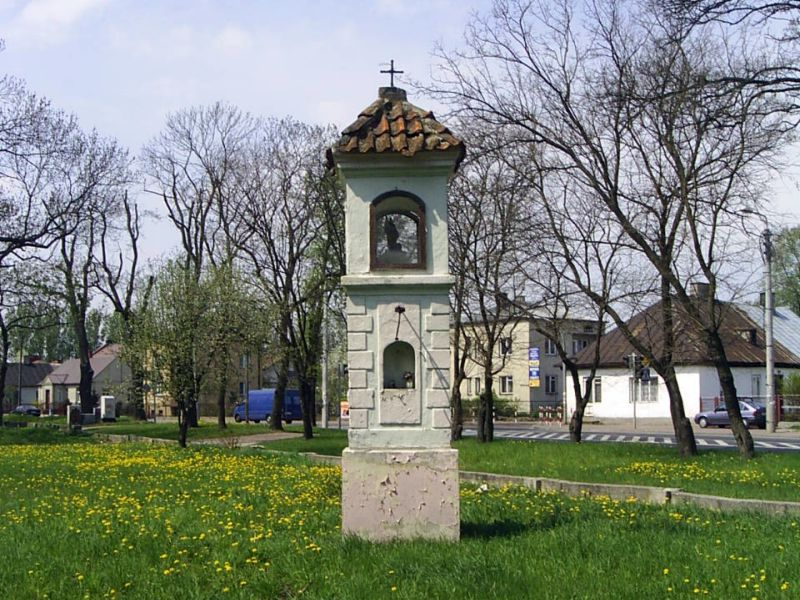
Vecchia cappella
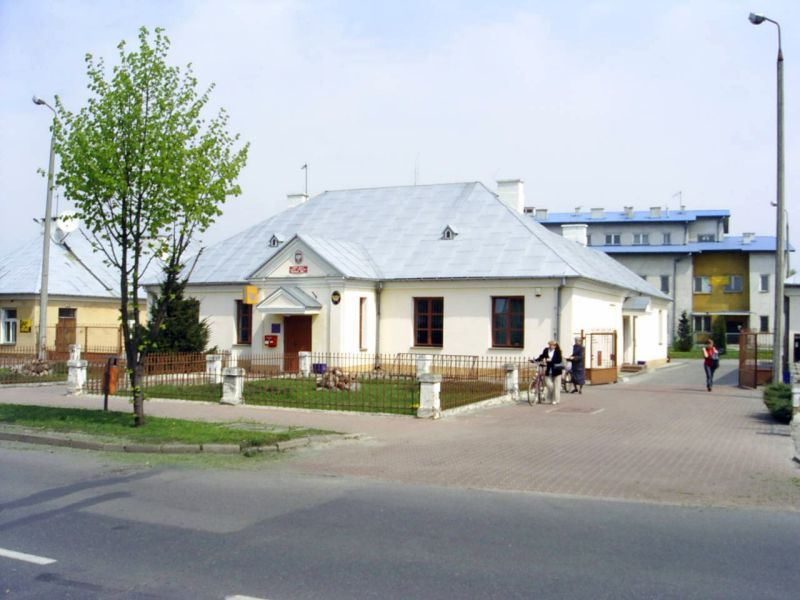
Ufficio postale
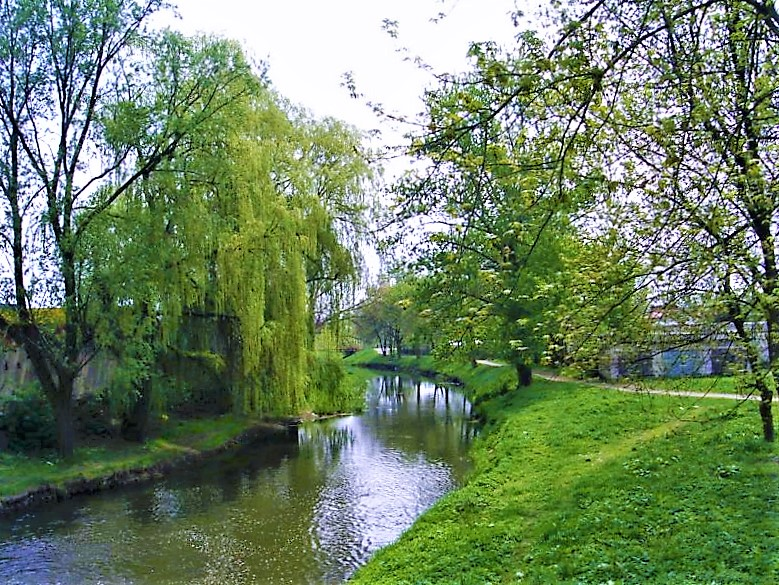
Fiume Krzna
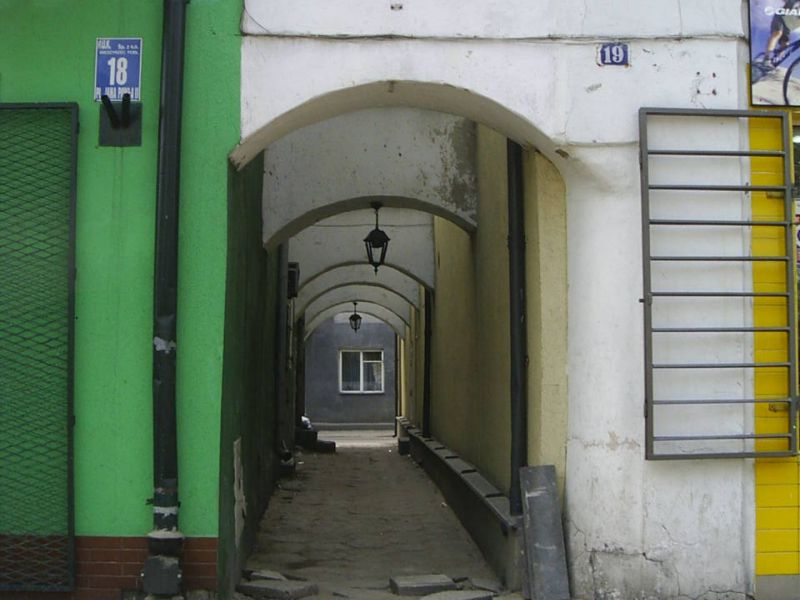
Mercato della Città Vecchia
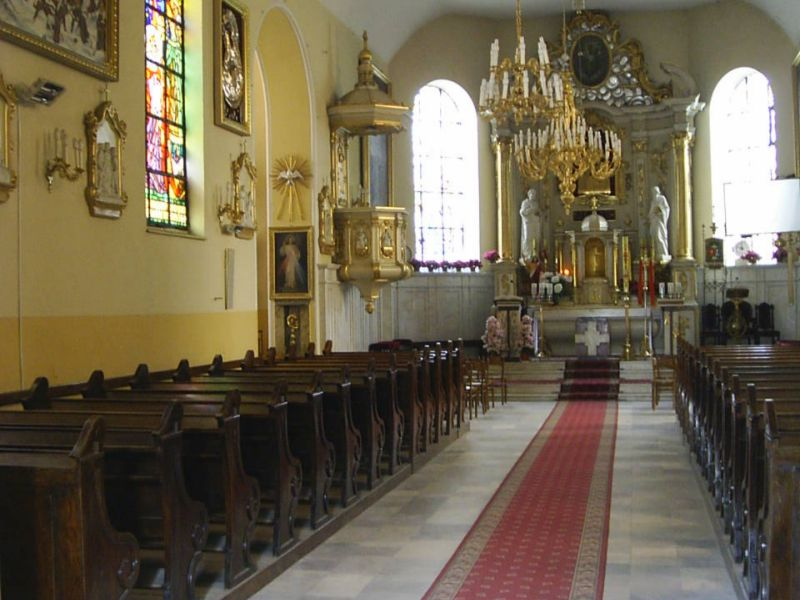
Chiesa di San Giuseppe
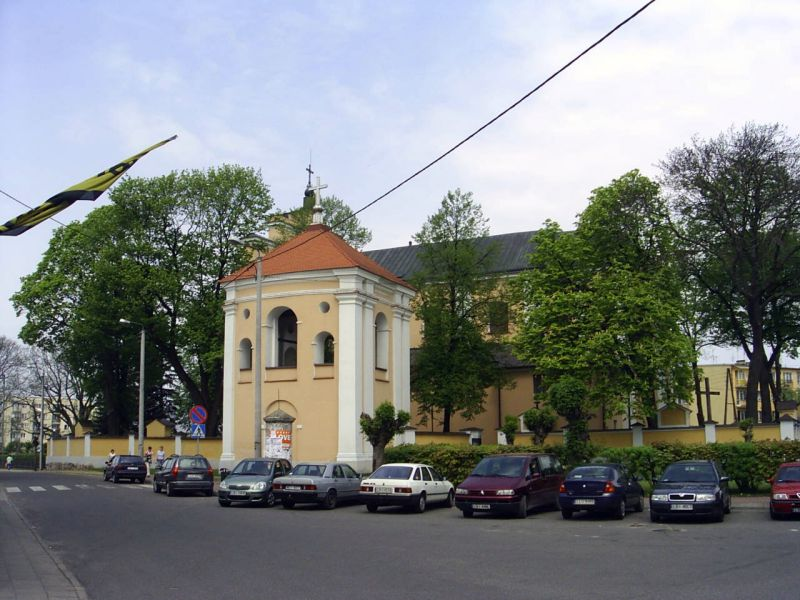
Chiesa di San Nicola
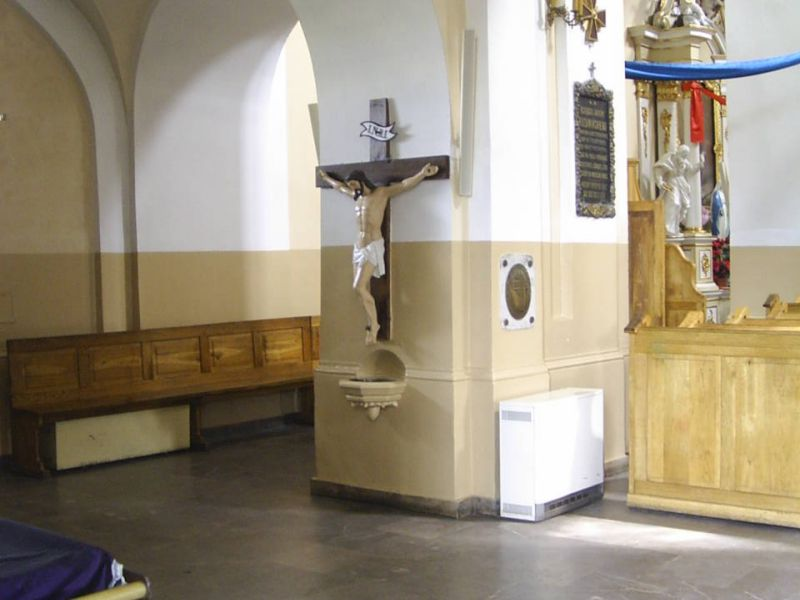
Interno della chiesa di San Nicola
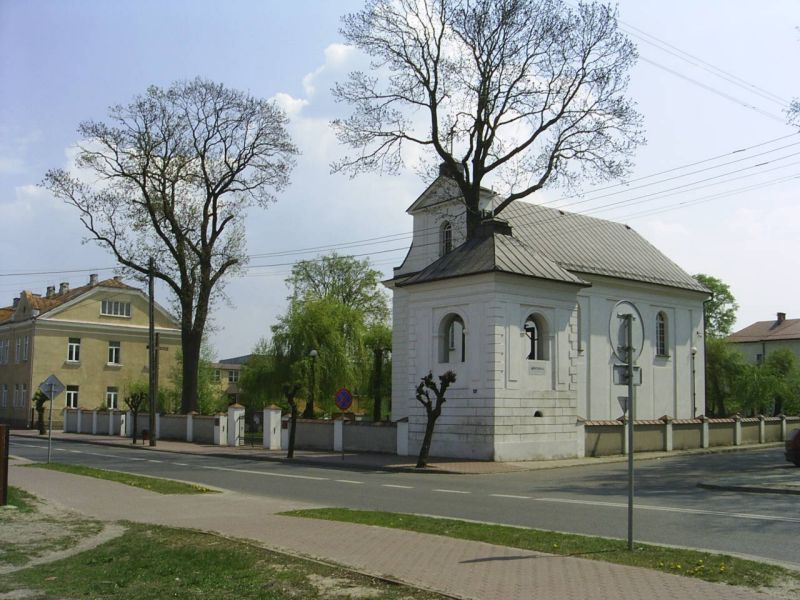
Chiesa di San Pietro e Paolo
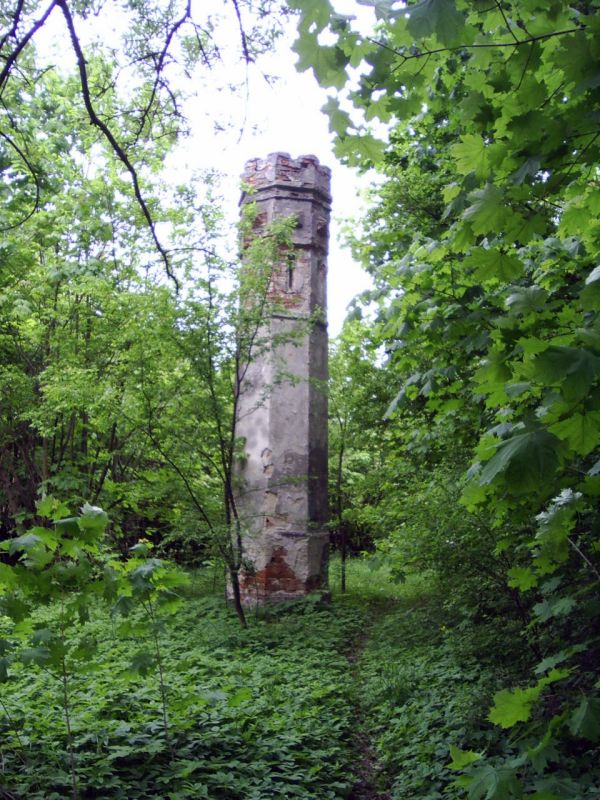
Torre
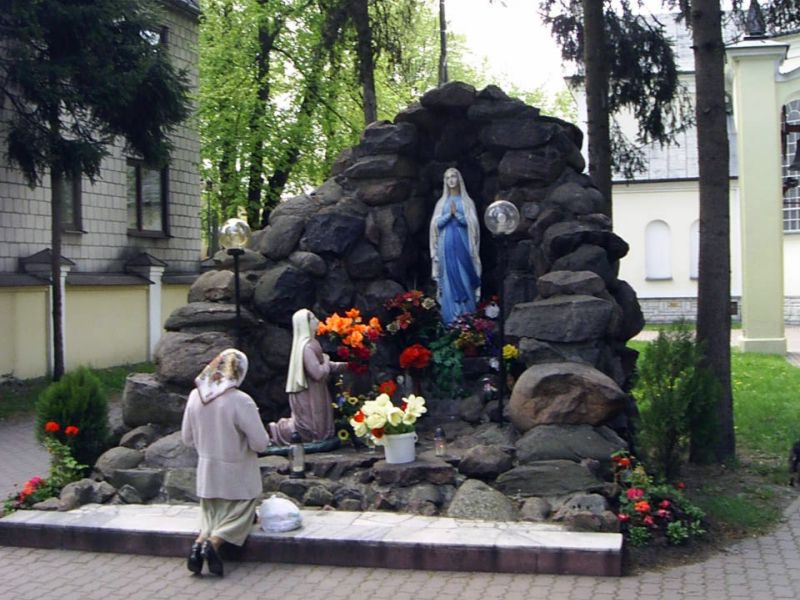
Cappella SS Pietro e Paolo
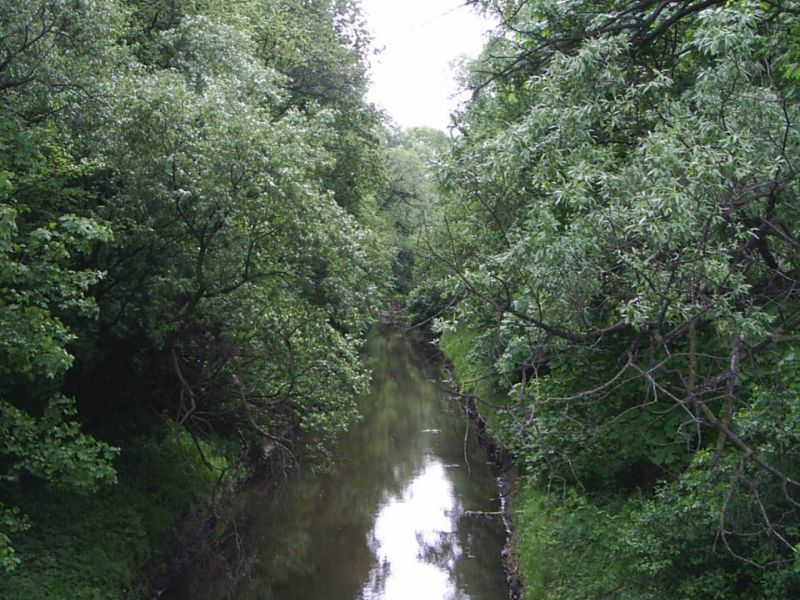
Canale Wieprz-Krzna
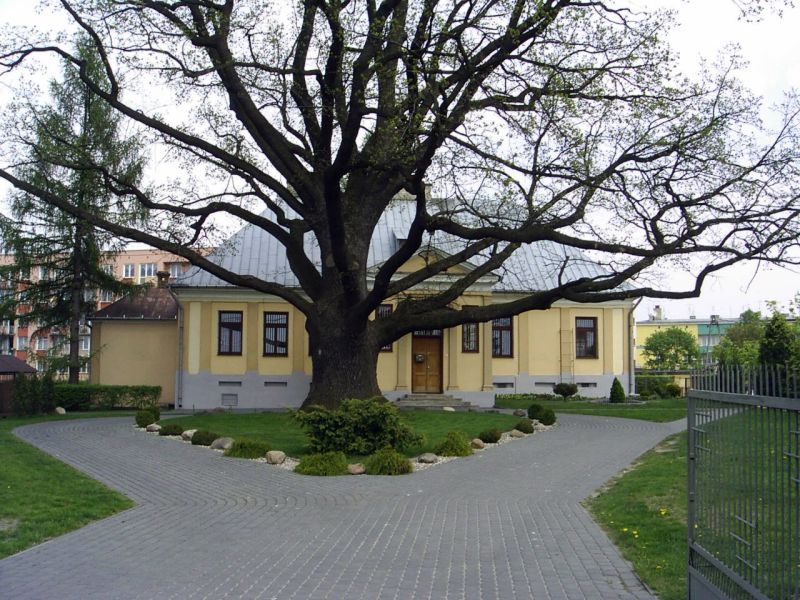
Presbiterio
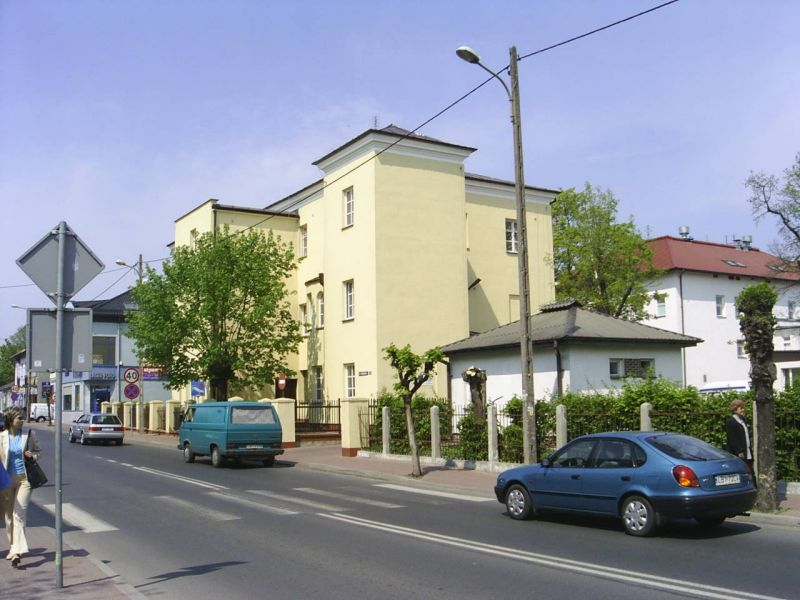
Ospedale
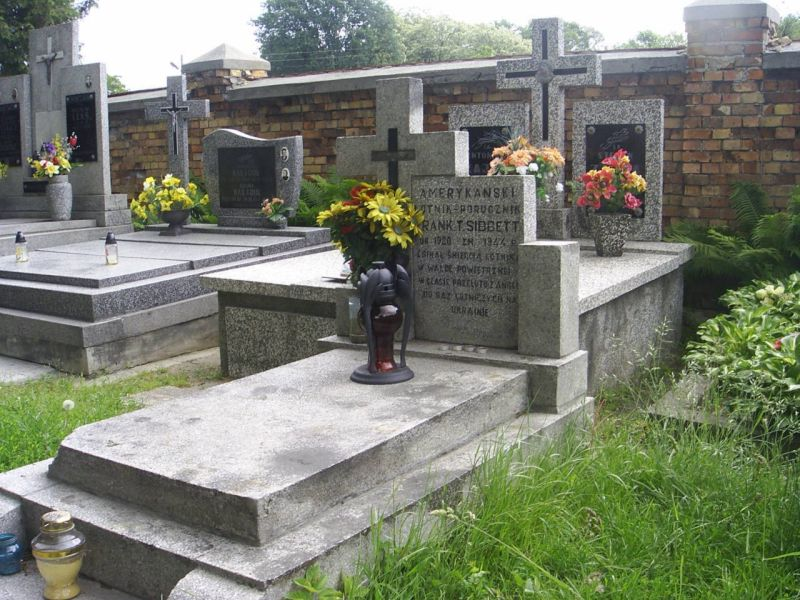
Tomba del pilota luogotenente USA Frank T. Sibbet
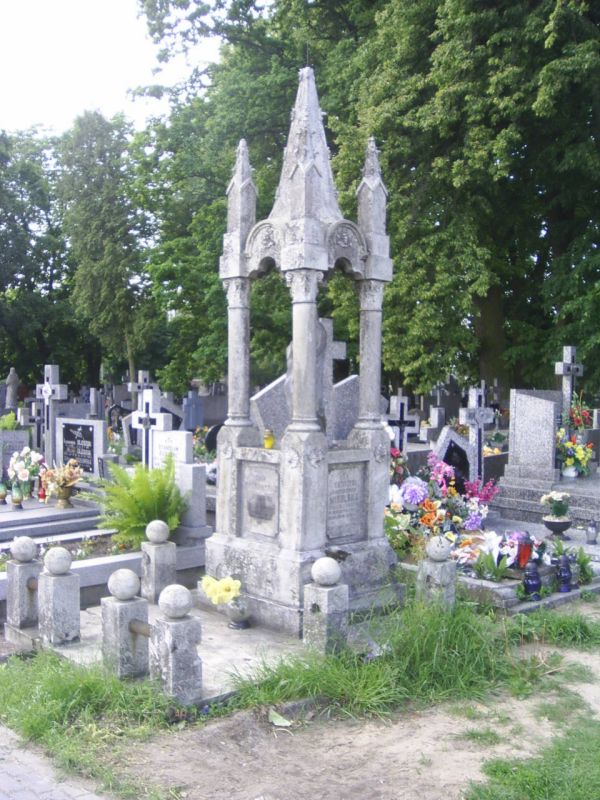
Cimitero cattolico
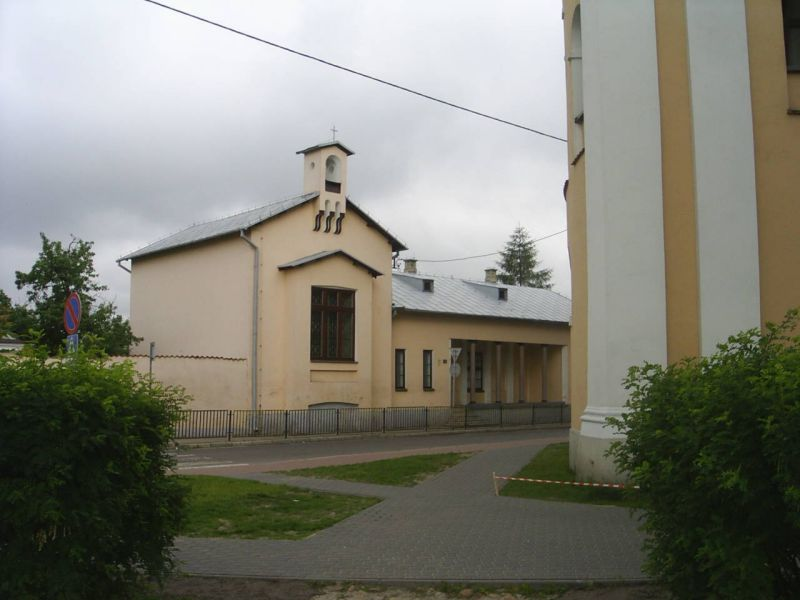
Scuola cattolica